# Championnat d'Europe masculin de volley-ball des moins de 19 ans 2011
Navigation
Rotterdam 2009 Laktaši/Belgrade 2013
Le 9e championnat d'Europe de volley-ball masculin des moins de 19 ans s'est déroulé du 16 au 24 avril 2011 à Ankara (Turquie).

## Équipes présentes
| - Turquie (Organisateur) - France (Vainqueur du Championnat d'Europe 2009) - Serbie (1er Poule A TQCE) - Russie (1er Poule B TQCE) - Finlande (1er Poule C TQCE) - Espagne (1er Poule D TQCE) | - Allemagne (1er Poule E TQCE) - Ukraine (2e Poule A TQCE) - Grèce (2e Poule B TQCE) - Pologne (2e Poule C TQCE) - Bulgarie (2e Poule D TQCE) - Belgique (2e Poule E TQCE) |

### Classement des poules de qualification
| Poule A                                                              | Poule B                                                                                        | Poule C                                                              | Poule D                                                                   | Poule E                                                                                    |
| -------------------------------------------------------------------- | ---------------------------------------------------------------------------------------------- | -------------------------------------------------------------------- | ------------------------------------------------------------------------- | ------------------------------------------------------------------------------------------ |
| Site : Kharkiv 1. Serbie 2. Ukraine 3. Israël 4. Hongrie 5. Lituanie | Site : Steinbrunn 1. Russie 2. Grèce 3. République tchèque 4. Portugal 5. Autriche 6. Danemark | Site : Pärnu 1. Finlande 2. Pologne 3. Italie 4. Estonie 5. Roumanie | Site : Sofia 1. Espagne 2. Bulgarie 3. Slovénie 4. Croatie 5. Biélorussie | Site : Jelgava 1. Allemagne 2. Belgique 3. Slovaquie 4. Pays-Bas 5. Lettonie 6. Angleterre |

## Tour préliminaire

### Composition des groupes
| Poule 1                                                       | Poule 2                                                       |
| ------------------------------------------------------------- | ------------------------------------------------------------- |
| Site : Ankara France Ukraine Espagne Belgique Russie Finlande | Site : Ankara Serbie Turquie Bulgarie Allemagne Grèce Pologne |

### Poule 1
| # | Équipe   | Pts | J | G | P | Sp | Sc | Ratio | Pp  | Pc  | Ratio |
| - | -------- | --- | - | - | - | -- | -- | ----- | --- | --- | ----- |
| 1 | Russie   | 12  | 5 | 4 | 1 | 13 | 3  | 4.333 | 387 | 332 | 1.166 |
| 2 | France   | 12  | 5 | 4 | 1 | 12 | 5  | 2.4   | 415 | 350 | 1.186 |
| 3 | Espagne  | 9   | 5 | 3 | 2 | 10 | 8  | 1.25  | 412 | 424 | 0.972 |
| 4 | Belgique | 6   | 5 | 2 | 3 | 6  | 10 | 0.6   | 357 | 368 | 0.97  |
| 5 | Ukraine  | 5   | 5 | 2 | 3 | 8  | 11 | 0.727 | 402 | 451 | 0.891 |
| 6 | Finlande | 1   | 5 | 0 | 5 | 3  | 15 | 0.2   | 388 | 436 | 0.89  |

### Poule 2
| # | Équipe    | Pts | J | G | P | Sp | Sc | Ratio | Pp  | Pc  | Ratio |
| - | --------- | --- | - | - | - | -- | -- | ----- | --- | --- | ----- |
| 1 | Bulgarie  | 11  | 5 | 4 | 1 | 14 | 9  | 1.556 | 530 | 500 | 1.06  |
| 2 | Serbie    | 11  | 5 | 4 | 1 | 14 | 9  | 1.556 | 500 | 491 | 1.018 |
| 3 | Grèce     | 7   | 5 | 3 | 2 | 10 | 10 | 1     | 438 | 400 | 1.095 |
| 4 | Turquie   | 7   | 5 | 2 | 3 | 10 | 10 | 1     | 447 | 464 | 0.963 |
| 5 | Pologne   | 6   | 5 | 2 | 3 | 8  | 11 | 0.727 | 416 | 423 | 0.983 |
| 6 | Allemagne | 3   | 5 | 0 | 5 | 8  | 15 | 0.533 | 468 | 521 | 0.898 |

## Tour final

### Classement 5-8
|  | Tour de classement                          | Tour de classement            |          |   | 5e place                          | 5e place                          |
|  | Tour de classement                          | Tour de classement            |          |   | 5e place                          | 5e place                          |
|  |                                             |                               |          |   |                                   |                                   |
|  | 22.04.11, 24-26, 17-25, 20-25               | 22.04.11, 24-26, 17-25, 20-25 |          |   | 23.04.11, 22-25 27-25 22-25 20-25 | 23.04.11, 22-25 27-25 22-25 20-25 |
|  | 22.04.11, 24-26, 17-25, 20-25               | 22.04.11, 24-26, 17-25, 20-25 |          |   | 23.04.11, 22-25 27-25 22-25 20-25 | 23.04.11, 22-25 27-25 22-25 20-25 |
|  | Belgique                                    | 0                             |          |   | 23.04.11, 22-25 27-25 22-25 20-25 | 23.04.11, 22-25 27-25 22-25 20-25 |
|  | Belgique                                    | 0                             |          |   | 23.04.11, 22-25 27-25 22-25 20-25 | 23.04.11, 22-25 27-25 22-25 20-25 |
|  | Grèce                                       | 3                             |          |   | 23.04.11, 22-25 27-25 22-25 20-25 | 23.04.11, 22-25 27-25 22-25 20-25 |
|  | Grèce                                       | 3                             | Grèce    | 1 |                                   |                                   |
|  | 22.04.11, 25-23, 18-25, 25-22, 21-25, 15-12 |                               | Grèce    | 1 |                                   |                                   |
|  |                                             | Espagne                       | 3        |   |                                   |                                   |
|  | Espagne                                     | Espagne                       | 3        | 3 |                                   |                                   |
|  | Espagne                                     |                               |          | 3 |                                   |                                   |
|  | Turquie                                     | 2                             |          |   |                                   |                                   |
|  | Turquie                                     | 2                             | 7e place |   |                                   |                                   |
|  |                                             |                               |          |   |                                   |                                   |
|  | 23.04.11, 25-18 14-25 17-25 26-24 15-13     |                               |          |   |                                   |                                   |
|  |                                             |                               |          |   |                                   |                                   |
|  | Belgique                                    | 3                             |          |   |                                   |                                   |
|  | Belgique                                    | 3                             |          |   |                                   |                                   |
|  | Turquie                                     | 2                             |          |   |                                   |                                   |
|  | Turquie                                     | 2                             |          |   |                                   |                                   |

### Classement 1-4
|  | Demi-finales                            | Demi-finales                            |                        |   | Finale                                 | Finale                                 |
|  | Demi-finales                            | Demi-finales                            |                        |   | Finale                                 | Finale                                 |
|  |                                         |                                         |                        |   |                                        |                                        |
|  | 22.04.11, 23-25 21-25 25-16 25-20 11-15 | 22.04.11, 23-25 21-25 25-16 25-20 11-15 |                        |   | 23.04.11, 25-20 22-25 17-25 25-17 6-15 | 23.04.11, 25-20 22-25 17-25 25-17 6-15 |
|  | 22.04.11, 23-25 21-25 25-16 25-20 11-15 | 22.04.11, 23-25 21-25 25-16 25-20 11-15 |                        |   | 23.04.11, 25-20 22-25 17-25 25-17 6-15 | 23.04.11, 25-20 22-25 17-25 25-17 6-15 |
|  | Russie                                  | 2                                       |                        |   | 23.04.11, 25-20 22-25 17-25 25-17 6-15 | 23.04.11, 25-20 22-25 17-25 25-17 6-15 |
|  | Russie                                  | 2                                       |                        |   | 23.04.11, 25-20 22-25 17-25 25-17 6-15 | 23.04.11, 25-20 22-25 17-25 25-17 6-15 |
|  | France                                  | 3                                       |                        |   | 23.04.11, 25-20 22-25 17-25 25-17 6-15 | 23.04.11, 25-20 22-25 17-25 25-17 6-15 |
|  | France                                  | 3                                       | France                 | 2 |                                        |                                        |
|  | 22.04.11, 25-23 25-22 25-23             |                                         | France                 | 2 |                                        |                                        |
|  |                                         | Serbie                                  | 3                      |   |                                        |                                        |
|  | Serbie                                  | Serbie                                  | 3                      | 3 |                                        |                                        |
|  | Serbie                                  |                                         |                        | 3 |                                        |                                        |
|  | Bulgarie                                | 0                                       |                        |   |                                        |                                        |
|  | Bulgarie                                | 0                                       | Match pour la 3e place |   |                                        |                                        |
|  |                                         |                                         |                        |   |                                        |                                        |
|  | 23.04.11, 25-19 18-25 25-20 25-21       |                                         |                        |   |                                        |                                        |
|  |                                         |                                         |                        |   |                                        |                                        |
|  | Russie                                  | 3                                       |                        |   |                                        |                                        |
|  | Russie                                  | 3                                       |                        |   |                                        |                                        |
|  | Bulgarie                                | 1                                       |                        |   |                                        |                                        |
|  | Bulgarie                                | 1                                       |                        |   |                                        |                                        |

## Classement final
| Place              | Équipe    |
| ------------------ | --------- |
| Médaille d'or      | Serbie    |
| Médaille d'argent  | France    |
| Médaille de bronze | Russie    |
| 4                  | Bulgarie  |
| 5                  | Espagne   |
| 6                  | Grèce     |
| 7                  | Belgique  |
| 8                  | Turquie   |
| 9                  | Pologne   |
| 10                 | Ukraine   |
| 11                 | Allemagne |
| 12                 | Finlande  |

## Distinctions individuelles
- MVP : Uroš Kovačević
- Meilleur marqueur : Uroš Kovačević
- Meilleur attaquant : Uroš Kovačević
- Meilleur serveur : Andrés Jesus Villena
- Meilleur contreur : Petar Nenkov
- Meilleur passeur : Pavel Pankov
- Meilleur libero : Quentin Richard
- Meilleur réceptionneur : Thibault Rossard